# Kembach (Wertheim)
Kembach ist eine Ortschaft der Großen Kreisstadt Wertheim im baden-württembergischen Main-Tauber-Kreis im Regierungsbezirk Stuttgart.

## Geographie

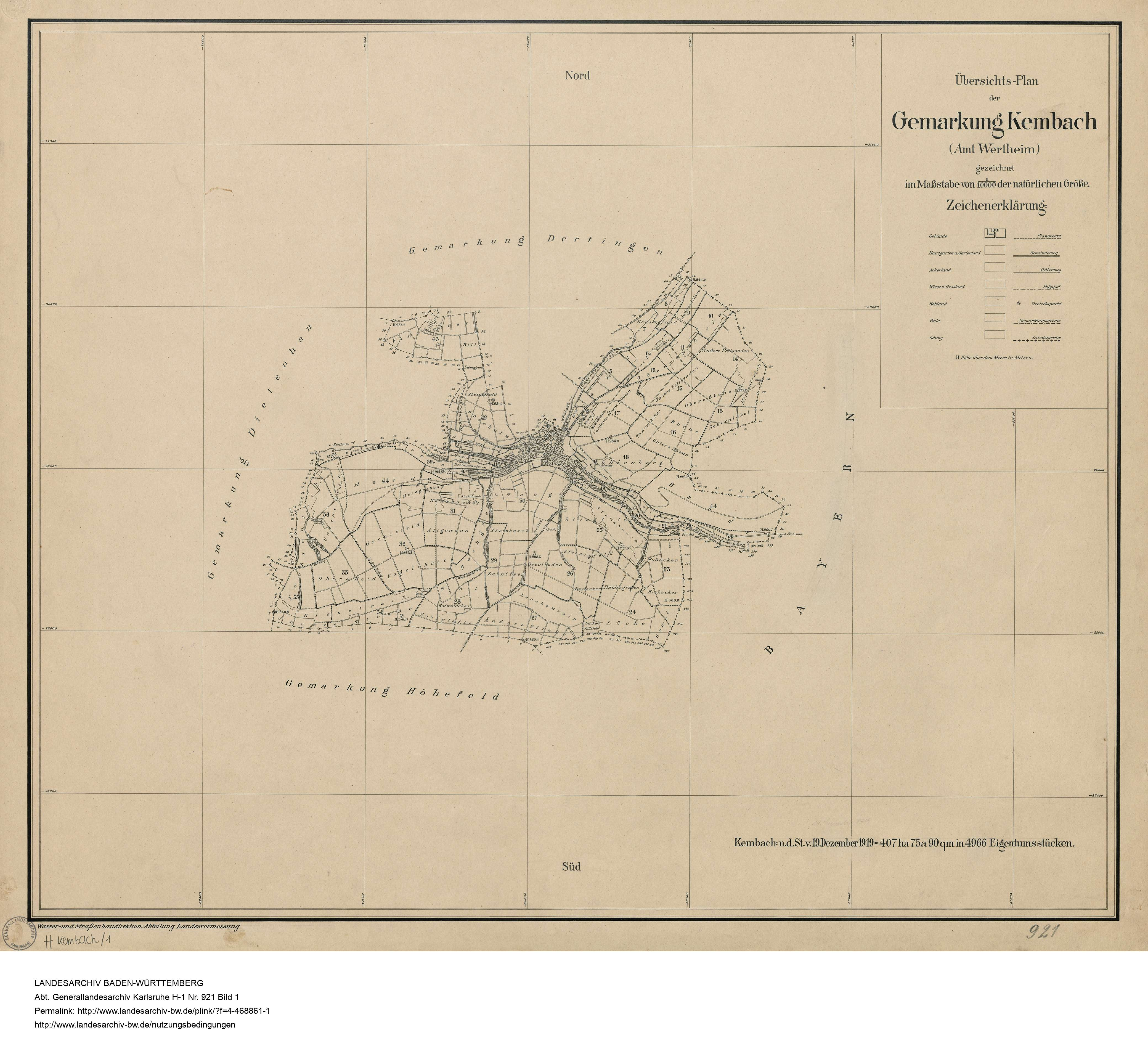
Gemarkung von Kembach

### Geographische Lage
Kembach liegt 217 m ü. NHN an der Einmündung der Kreisstraße 2824 in die Kreisstraße 2878. Auf der Gemarkung der ehemaligen Gemeinde Kembach liegen das Dorf Kembach (⊙) und der Wohnplatz Sonnenberg (⊙).

### Nachbargemarkungen
Nachbargemarkungen im Uhrzeigersinn im Norden beginnend sind Dertingen, Holzkirchhausen, Neubrunn, Höhefeld und Dietenhan.

### Gewässer
Im Ort fließen der Welzbach aus nordöstlicher Richtung und der Mühlbach aus östlicher Richtung zum westwärts laufenden Kembach zusammen, in den dann von links knapp vor dem Ortsende der Buchgraben und in der westlichen Gemarkung der Fuchsenlochgraben münden.

## Geschichte
Kembach war eine eigenständige Gemeinde im Landkreis Tauberbischofsheim bis zur Eingemeindung nach Wertheim am 1. Dezember 1972. Seit dem 1. Januar 1973 liegt Kembach im Main-Tauber-Kreis. Am 31. Dezember 2022 hatte Kembach 379 Einwohner.

## Religion
Kembach ist protestantisch geprägt. Die evangelische Kirchengemeinde gehört zum Evangelischen Kirchenbezirk Wertheim. Die hier lebenden Katholiken gehören zur Pfarrgemeinde des Wertheimer Ortsteils Hofgarten (Dekanat Tauberbischofsheim).

## Politik
Der Ortschaftsrat Kembach besteht aus der Ortsvorsteherin Tanja Bolg und drei Mitgliedern des Ausschusses.

## Verkehr
Im Jahre 2020 begannen Bauarbeiten für den Kembachtalradweg von der Landesgrenze Bayern / Baden-Württemberg bis nach Dietenhan.